# John Rosenfield
Max John Rosenfield, Jr. (* 5. April 1900 in Dallas, Texas; † 26. November 1966 ebenda) war ein US-amerikanischer Journalist, Kolumnist und Kulturkritiker. Er war für die Dallas Morning News tätig und galt als einflussreichster Kritiker im Südwesten der USA.

## Leben
Rosenfield wurde 1900 als Sohn von Jennie Lind (Kramer) und Max John Rosenfield, Sr. in Dallas geboren. Sein deutschstämmiger Vater emigrierte 1865 nach New York. Er arbeitete langjährig im Debitorenmanagement bei der Kaufhauskette Sanger Brothers in Dallas. Die Mutter kam aus Louisville, Kentucky.
Bis 1917 besuchte Rosenfield, Jr. die Forest Avenue High School; er interessierte sich für Geschichte und Sprachen, außerdem erhielt er Klavierunterricht. Früh besuchte er Konzerte und Opern in New York City. Nach seinem High-School-Abschluss begann er ein Studium an der University of Texas at Austin und absolvierte die United States Army Officers’ Training School. Als Jungreporter war er zum ersten Mal für Dallas Morning News tätig.
Nach dem Ersten Weltkrieg setzte er seine Bachelor-of-Arts-Studien an der Columbia University in New York fort, wobei die Metropolitan Opera (Met) ein wichtiger Anlaufpunkt in seiner Freizeit wurde. Rosenfield veröffentlichte erste Kurzgeschichten sowie einen Beitrag im New York Herald. Überdies war er Assistent von Burns Mantle bei der New York Evening Mail und avancierte zu einem der ersten Filmkritiker New Yorks. Kurzzeitig arbeitete er als Werbefachmann für Paramount Pictures auf Long Island, New York, wo er viele Kontakte in die Filmbranche knüpfen konnte. Später verfasste er auch Artikel für die New York Times.
Anstatt ein Angebot im Öffentlichkeitsbereich der Met anzunehmen, versetzte ihn seine Firma 1923 auf eigenen Wunsch hin nach Dallas. Noch im selben Jahr trat der Baseball-Fan in das Sportressort der Dallas Morning News ein. Aufgrund seiner einseitigen Sportkenntnisse wechselte er 1925 im Austausch mit Chauncey Brown in das Unterhaltungsressort, das er ausbaute und fortan leitete. Der Film nahm in diesem Zeitungsteil eine große Rolle ein. So förderte er u. a. die Schauspielerinnen Ginger Rogers, Ann Sheridan und Linda Darnell. Von 1926 bis 1928 erschienen in der Dallas Morning News Comics, die unter dem Namen Texas History Movies bekannt wurden. Darin widmete sich Rosenfield mit seinem Cartoonisten Jack Patton der Geschichte von Texas. Die Southwest Press brachte 1928 die Comics erstmals in gebundener Form heraus. Außerdem war Rosenfield Autor der Kolumne The Passing Show. Sein Nachfolger als Musikkritiker wurde John Ardoin.
Als Kulturjournalist erlangte er großes Ansehen im Südwesten der Vereinigten Staaten. Das Nachrichtenmagazin Newsweek porträtierte ihn zweimal. Außerdem beschäftigen sich die Magazine Look, Life und Harper’s  mit ihm. Wiederholt wurde er zum Radioprogramm Metropolitan Opera Quiz eingeladen. In den 1940er Jahren war er maßgeblich an der Wiederbelebung des Dallas Symphony Orchestra beteiligt. Er bestimmte das Programm und die Dirigenten von Paul van Katwijk bis Paul Kletzki quasi mit. Außerdem war er an der Gründung des Theatre ’47 (1947), des Dallas Theater Center (1954) und der Dallas Opera (1957) maßgeblich beteiligt.
In den Jahren 1955 und 1960 erhielt er den Jahrespreis der Southwest Theatre Conference und 1956 für seine Filmkritiken den Kritikerpreis der Directors Guild of America. 1960 wurde er von Sigma Alpha Iota mit dem Service to Music in Dallas ausgezeichnet. 1965 wurde ihm durch die Southwestern University in Georgetown, Texas die Ehrendoktorwürde für Literatur verliehen. 1966 erhielt er eine Auszeichnung der Big „D“ Chapter der B’nai B’rith Women.
Rosenfield war Mitglied der Reformgemeinde Temple Emanu-El in Dallas. 1923 ehelichte er Claire Burger, die er in New York kennen gelernt hatte. Sein Sohn John Max Rosenfield (1924–2013) war Kunsthistoriker. 1966 verstarb er in seinem Haus in Park Cities in Dallas County.
Postum (1967) richtete die School of the Arts der Southern Methodist University ein John-Rosenfield-Stipendium für Dramatik ein.

## Überlieferung
Archivalien über John Rosenfield befinden sich in der „John Rosenfield Collection“ in der Dallas History & Archives Division der Dallas Public Library.